# Aradi szerb püspöki palota
Az aradi szerb püspöki palota műemlék épület Romániában, Arad megyében. A romániai műemlékek jegyzékében az AR-II-m-B-00563 sorszámon szerepel.